# پاگنده به مصر می‌رود
پاگنده به مصر می‌رود (انگلیسی: Flatfoot in Egypt) فیلمی در ژانر کمدی به کارگردانی استنو است. از بازیگران آن می‌توان به باد اسپنسر، انزو کنوله، آنجلو اینفانتی، لئوپولدو تریئسته و رابرت لوگیا اشاره کرد.
این فیلم در ایران با نام پاگنده به مصر می‌رود دوبله و پخش شده است.